# Cyryl (biskup koptyjski)
Cyryl (imię świeckie John Paul Abdelsayed) – duchowny Koptyjskiego Kościoła Ortodoksyjnego, od 2016 biskup pomocniczy Los Angeles.

## Życiorys
Święcenia kapłańskie przyjął 20 października 2002. Sakrę biskupią otrzymał 12 czerwca 2016. Jest pierwszym biskupem urodzonym w amerykańskiej diasporze koptyjskiej.